# Будимир (Кошице-околина)
Будимир (слч. Budimír) насељено је мјесто са административним статусом сеоске општине (слч. obec) у округу Кошице-околина, у Кошичком крају, Словачка Република.

## Становништво
| Година:    | 1994. | 2004.   | 2014.    | 2024.    |
| ---------- | ----- | ------- | -------- | -------- |
| Број људи: | 862   | 872     | 1115     | 1397     |
| Разлика:   |       | +1,16 % | +27,86 % | +25,29 % |

| Година:    | 2023. | 2024.   |
| ---------- | ----- | ------- |
| Број људи: | 1369  | 1397    |
| Разлика:   |       | +2,04 % |

Према подацима о броју становника из 2011. године насеље је имало 1.034 становника.